# Robert Grosvenor, I marchese di Westminster
Robert Grosvenor, I marchese di Westminster (Londra, 22 marzo 1767 – Eccleston, 17 febbraio 1845), è stato un nobile e politico inglese.

## Biografia
Era il terzo figlio e l'unico figlio superstite di Richard Grosvenor, I conte Grosvenor, e di sua moglie, Henrietta Vernon, figlia di Henry Vernon. Ha studiato alla Westminster School, Harrow School e al Trinity College di Cambridge. Oltre alla sua educazione formale, William Gifford è stato suo tutore privato. Gifford accompagnò Grosvenor quando quest'ultimo intraprese il suo Grand Tour tra il 1786 e il 1788. Gifford lo descrisse come un allievo "amabile" e "realizzato".

## Carriera politica
È stato eletto deputato per East Looe nel 1788, incarico che mantenne fino al 1790; durante quel periodo è stato nominato Lord dell'Ammiragliato. Nel 1790 è stato eletto per Chester, seggio che mantenne fino al 1802. Tra il 1793 e il 1801 è stato commissario del Board of Control. Creò un reggimento di volontari dalla città di Westminster per combattere contro la Francia. Quando suo padre morì, il 5 agosto 1802, egli succedette come conte Grosvenor. Grosvenor fu sindaco di Chester (1807-1808) e fu responsabile della costruzione del Northgate di Thomas Harrison nel 1810. Prestò servizio come Lord luogotenente di Flintshire (1798-1845).
Quando Grosvenor entrò in parlamento, continuò la tradizione di famiglia di essere un Tory e di sostenere William Pitt il Giovane. Tuttavia, dopo la morte di Pitt nel 1806, cambiò fedeltà e divenne un Whig. Era un uomo di principio; sostenne la regina Carolina e si dice che abbia lanciato una Bibbia o un libro di preghiere sulla testa di Giorgio IV. I rapporti tra Grosvenor e il re migliorarono in seguito, e negli onori dell'incoronazione del 1831 fu creato marchese di Westminster. Partecipò all'incoronazione della regina Vittoria nel 1837.

## Matrimonio
Sposò, il 28 aprile 1794, Lady Eleanor Egerton (19 luglio 1770-29 novembre 1846), figlia di Thomas Egerton, I conte di Wilton, e di Eleanor Assheton. Ebbero quattro figli:
- Richard Grosvenor, II marchese di Westminster (1795-1869);
- Thomas Egerton, II conte di Wilton (1799-1882);
- Robert Grosvenor, I barone Ebury (1801-1893);
- Amelia (morta giovane).

## Morte
Morì a Eaton Hall, il 17 febbraio 1845, e fu sepolto nella tomba di famiglia a St Mary's Church.